# Torre Carbonièra
La torre Carbonièra (en francés: Tour Carbonnière   , en occitano: Torre Carbonièra ) es una torre de vigilancia construida a finales del siglo XIII para proteger la ciudad amurallada de Aigues-Mortes, en el departamento francés de Gard en la región de Occitania .

## Ubicación
La torre se encuentra en el municipio de Saint-Laurent-d'Aigouze, en el departamento de Gard en la región de la Occitania en Francia. Se encuentra en medio de las marismas, entre el Vistre y el canal del Ródano en Sète, en la antigua carretera que unía Saint-Laurent-d'Aigouze con Aigues-Mortes. Su terraza ofrece una vista panorámica de la Pequeña Camarga .

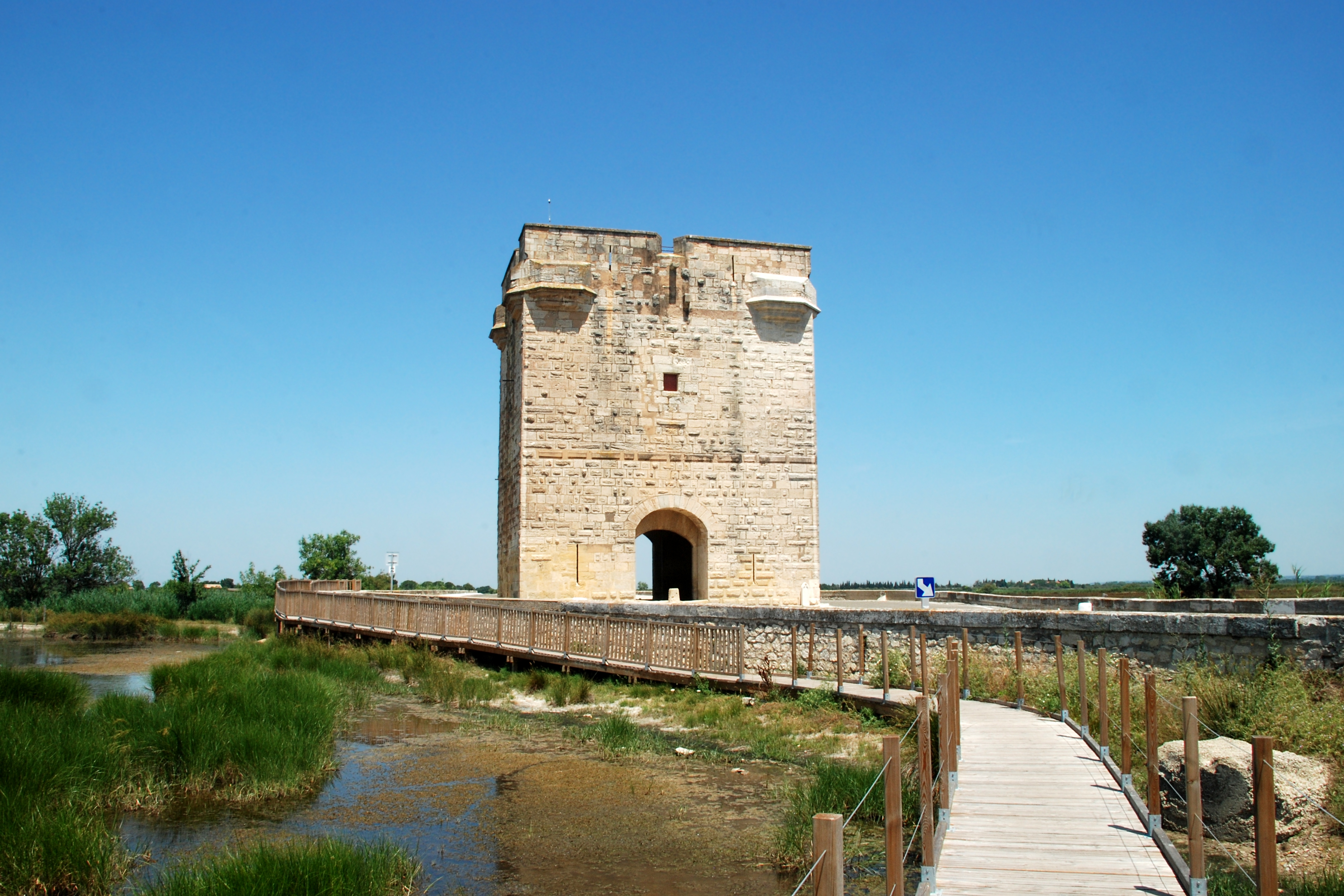
La torre Carbonièra vista desde el sendero y el pantano.

## Historia
La torre Carbonièra se menciona por primera vez en un texto de 1346 que da detalles sobre la función de la obra: se dice que “esta fortaleza es la llave del reino en esta región”.
En efecto, situada en medio de las marismas, era el paso obligado para llegar a Aigues-Mortes: su travesía estaba sujeta a peaje. La ocupaba una guarnición formada por un escudero y varios guardias. La terraza podía soportar hasta cuatro piezas de artillería.
Ha sido clasificada como un monumento histórico desde 1889.

## Arquitectura
La torre está construida en sillares a remate (sillares con la parte central saliente y sellos acentuados), al igual que las murallas de Aigues Mortes . En su pare media, la torre presenta una fila de piedras de jefe más regulares y de colores más oscuros. Algunos sillares muestran marcas de trabajo similares a las encontradas en las murallas de Aigues-Mortes.
El camino atravesóaalguna vez a lla torre, por una puerta defendida por un rastrillo y rematada por un arco rebajado. La base y el remate de las fachadas sur y norte están perforados con dos grandes aspilleras . El parapeto de la plataforma que remata la torre tiene una sola hornacina en cada cara y una torre de vigilancia en cada ángulo.

## El sitio actualmente
A finales del año 2009, la torre Carbonièra fue reformada para garantizar la seguridad del público, en particular en la escalera y la terraza. También se ha creado un sendero de descubrimiento en el pantano circundante. Estos desarrollos fueron llevados a cabo por el Centro de monumentos nacionales, el DRAC de la región de Languedoc-Roussillon y el Sindicato mixto para la protección y gestión del Gard Camargue, como parte del Grand site en Petite Camargue.